# Финале УЕФА Лиге шампиона 2008.
Финале УЕФА Лиге шампиона 2008. била је фудбалска утакмица која се одиграла у среду 21. маја 2008. на Стадиону Лужњики у Москви како би се одредио победник УЕФА Лиге шампиона у сезони 2007/08. У финалу су се срели Манчестер јунајтед и Челси, а то је био први пут да су се на утакмици која одређује првака Европе срела два тима из Енглеске. Такође је ово било тек треће финале у историји Лиге шампиона где су се срела два клуба из исте државе, након 2000. (где су се среле две екипе из Шпаније; Реал Мадрид и Валенсија) и 2003. (где су се среле две екипе из Италије; Милан и Јувентус). Први пут се финале Лиге шампиона одиграло у Русији. За Јунајтед је ово било укупно треће финале најпрестижнијег европског такмичења, након 1968. и 1999, а за Челси је било прво.
Манчестер јунајтед је био победник утакмице пошто је био бољи у извођењу пенала резултатом 6 : 5 након регуларног дела утакмице који је завршен нерешено (1 : 1). Први је мрежу на утакмици затресао Кристијано Роналдо у 26. минуту. Вес Браун је центрирао лопту у казнени простор Плаваца, а Роналдо је главом послао лопту у гол. Френк Лампард поравнао је резултат тик пред крај првог полувремена. Утакмица је пролазила без већих инцидената све док центарфор Челсија Дидије Дрогба није био искључен из игре након што је ошамарио дефанзивца Јунајтеда Немању Видића четири минута пре краја другог продужетка. Питање новог првака Европе су на крају одлучивали једанаестерци. Једини неуспешан извођач у прве четири серије био је Роналдо, чији је полувисок ударац зауставио Петр Чех. На почетку пете серије Нани је изједначио на 4 : 4. Прилику за победу Челсија имао је капитен Плаваца Џон Тери. Међутим, због обилне кише, Тери се приликом шута оклизнуо а лопта је погодила стативу. У следећој серији прецизни су били за Јунајтед Андерсон и Рајан Гигс, а за Челси је погодио Саломон Калу. Следећи на реду је био Николас Анелка коме је голман Црвених ђавола Едвин ван дер Сар одбранио ударац и том интервенцијом донео Јунајтеду трећи наслов првака Европе.
Више од 67.000 људи је уживо пратило финале Лиге шампиона. Манчестер јунајтед је као победник шампионата добио седам милиона евра, а Челси четири милиона (не рачунајући примања из ранијих утакмица, ТВ права и сл.). Пошто је био победник такмичења, Јунајтед је касније те године играо Суперкуп Европе (пораз са 1 : 2 од руског Зенита) и Светско клупско првенство (победа са 1 : 0 над еквадорским клубом Кито).

## Позадина
Манчестер јунајтед и Челси су међусобно одиграли 150 утакмица до финала УЕФА Лиге шампиона 2008. У европским такмичењима ова два клуба се никада раније нису срела. У тих претходних 150 сусрета, Јунајтед је био успешнији 65 пута, док је Челси победник био 41 пут, а 44 утакмице су завршене нерешено.
Због ранијих ограничења у виду броја клубова из исте државе који учествују у европским такмичењима, Јунајтед је срео само два енглеска противника раније у Европи док је Челси у том погледу имао више искуства будући да је одиграо дотад дванаест утакмица против домаћих клубова (пет победа, пет ремија и два пораза). Забележена су још два случаја до 2008. где су се у финалу Лиге шампиона срела два тима који се налазе у истој земљи: Реал Мадрид је 2000. победио Валенсију (3 : 0) на Стад де Франсу, а 2003. одиграно је финале између Милана и Јувентуса које је завршено са 0 : 0 пре но што је Милан победио Стару даму 3 : 2 после извођења пенала.

## Пут до финала
Напомена: У утакмицама испод је прво наведен резултат финалисте, а потом резултат противника.
| Тим                | У | П | Н | И | ДГ | ПГ | ГР  | Б  |
| ------------------ | - | - | - | - | -- | -- | --- | -- |
| Манчестер јунајтед | 6 | 5 | 1 | 0 | 13 | 4  | +9  | 14 |
| Рома               | 6 | 3 | 2 | 1 | 11 | 6  | +5  | 8  |
| Спортинг           | 6 | 2 | 1 | 3 | 9  | 8  | +1  | 8  |
| Динамо Кијев       | 6 | 0 | 0 | 6 | 4  | 19 | −15 | 2  |

| Тим       | У | П | Н | И | ДГ | ПГ | ГР | Б  |
| --------- | - | - | - | - | -- | -- | -- | -- |
| Челси     | 6 | 3 | 3 | 0 | 9  | 2  | +7 | 12 |
| Шалке 04  | 6 | 2 | 2 | 2 | 5  | 4  | +1 | 8  |
| Розенборг | 6 | 2 | 1 | 3 | 6  | 10 | −4 | 7  |
| Валенсија | 6 | 1 | 2 | 3 | 2  | 6  | −4 | 5  |

## Утакмица

### Детаљи
| Манчестер јунајтед                                          | 1 : 1 (п. с. н.) | Челси                                                 |
| ----------------------------------------------------------- | ---------------- | ----------------------------------------------------- |
| Роналдо 26’                                                 | Извештај         | Лампард 45’                                           |
| Пенали                                                      |                  |                                                       |
| Тевез · Керик · Роналдо · Харгривс · Нани · Андерсон · Гигс | 6 : 5            | Балак · Белети · Лампард · Кол · Тери · Калу · Анелка |

| Манчестер јунајтед | Челси |

| Правила 90 минута. 30 минута продужетака у случају нерешеног резултата након 90 минута. Извођење пенала, ако је резултат нерешен и након продужетака. Максимално три замене по екипи, а четврта је дозвољена у продужецима. |

|                    |    |                    |      |        |
|                    |    |                    |      |        |
| Г                  | 1  | Едвин ван дер Сар  |      |        |
| О                  | 6  | Вес Браун          |      | 120+5’ |
| О                  | 5  | Рио Фердинанд (к)  | 43’  |        |
| О                  | 15 | Немања Видић       | 111’ |        |
| О                  | 3  | Патрис Евра        |      |        |
| С                  | 4  | Овен Харгривс      |      |        |
| С                  | 18 | Пол Сколс          | 21’  | 87’    |
| С                  | 16 | Мајкл Керик        |      |        |
| С                  | 7  | Кристијано Роналдо |      |        |
| Н                  | 10 | Вејн Руни          |      | 101’   |
| Н                  | 32 | Карлос Тевез       | 116’ |        |
| Измене:            |    |                    |      |        |
| Г                  | 29 | Томаш Кужак        |      |        |
| О                  | 22 | Џон О’Шеј          |      |        |
| О                  | 27 | Микаел Силвестр    |      |        |
| С                  | 8  | Андерсон           |      | 120+5’ |
| С                  | 11 | Рајан Гигс         |      | 87’    |
| С                  | 17 | Нани               |      | 101’   |
| С                  | 24 | Дарен Флечер       |      |        |
| Тренер:            |    |                    |      |        |
| Сер Алекс Фергусон |    |                    |      |        |

|             |    |                 |       |        |
|             |    |                 |       |        |
| Г           | 1  | Петр Чех        |       |        |
| О           | 5  | Микаел Есјен    | 118’  |        |
| О           | 6  | Рикардо Карваљо | 45+2’ |        |
| О           | 26 | Џон Тери (к)    |       |        |
| О           | 3  | Ешли Кол        |       |        |
| С           | 4  | Клод Макелеле   | 21’   | 120+4’ |
| С           | 13 | Михаел Балак    | 116’  |        |
| С           | 8  | Френк Лампард   |       |        |
| Н           | 10 | Џо Кол          |       | 99’    |
| Н           | 15 | Флоран Малуда   |       | 92’    |
| Н           | 11 | Дидије Дрогба   | 116’  |        |
| Измене:     |    |                 |       |        |
| Г           | 23 | Карло Кудичини  |       |        |
| О           | 33 | Алекс           |       |        |
| О           | 35 | Хулијано Белети |       | 120+4’ |
| С           | 12 | Џон Оби Микел   |       |        |
| Н           | 7  | Андриј Шевченко |       |        |
| Н           | 21 | Саломон Калу    |       | 92’    |
| Н           | 39 | Николас Анелка  |       | 99’    |
| Тренер:     |    |                 |       |        |
| Аврам Грант |    |                 |       |        |

| Играч утакмице: Едвин ван дер Сар (Манчестер јунајтед) Играч утакмице у избору навијача: Кристијано Роналдо (Манчестер јунајтед) Помоћне судије: Роман Слишко (Словачка) Мартин Балко (Словачка) Четврти судија: Владимир Хрињак (Словачка) |

### Статистика
|                | Прво полувреме | Прво полувреме | Друго полувреме | Друго полувреме | Продужеци | Продужеци | Укупно | Укупно |
| МЈ             | ЧЕ             | МЈ             | ЧЕ              | МЈ              | ЧЕ        | МЈ        | ЧЕ     |        |
| -------------- | -------------- | -------------- | --------------- | --------------- | --------- | --------- | ------ | ------ |
| Дато голова    | 1              | 1              | 0               | 0               | 0         | 0         | 1      | 1      |
| Укупно удараца | 5              | 6              | 4               | 14              | 3         | 4         | 12     | 24     |
| Ударци у гол   | 3              | 1              | 0               | 1               | 2         | 1         | 5      | 3      |
| Посед лопте    | 59%            | 41%            | —               | —               | —         | —         | 58%    | 42%    |
| Корнери        | 2              | 2              | 2               | 4               | 1         | 2         | 5      | 8      |
| Прекршаји      | 5              | 9              | 9               | 9               | 8         | 7         | 22     | 25     |
| Офсајди        | 0              | 1              | 0               | 1               | 1         | 0         | 1      | 2      |
| Жути картони   | 2              | 2              | 0               | 0               | 2         | 2         | 4      | 4      |
| Црвени картони | 0              | 0              | 0               | 0               | 0         | 1         | 0      | 1      |

- Извештај са финала на сајту Уефе
- Статистике финала на сајту Уефе